# Columba elphinstonii
Columba elphinstonii, comummente conhecido como pombo-dos-nilgiris ou pombo-dos-nilguiri, é uma espécie de ave da família dos columbídeos. Habita nas florestas húmidas de caducifólias e nos sholas dos Ghats Ocidentais no sudoeste da Índia.
São principalmente frugívoras e forrageiras no dossel das densas florestas de colinas. Podem ser identificados em estado selvagem, graças às suas grandes dimensões e à coloração escura, com padrão axadrezado na nuca.